# Instituto Jokela

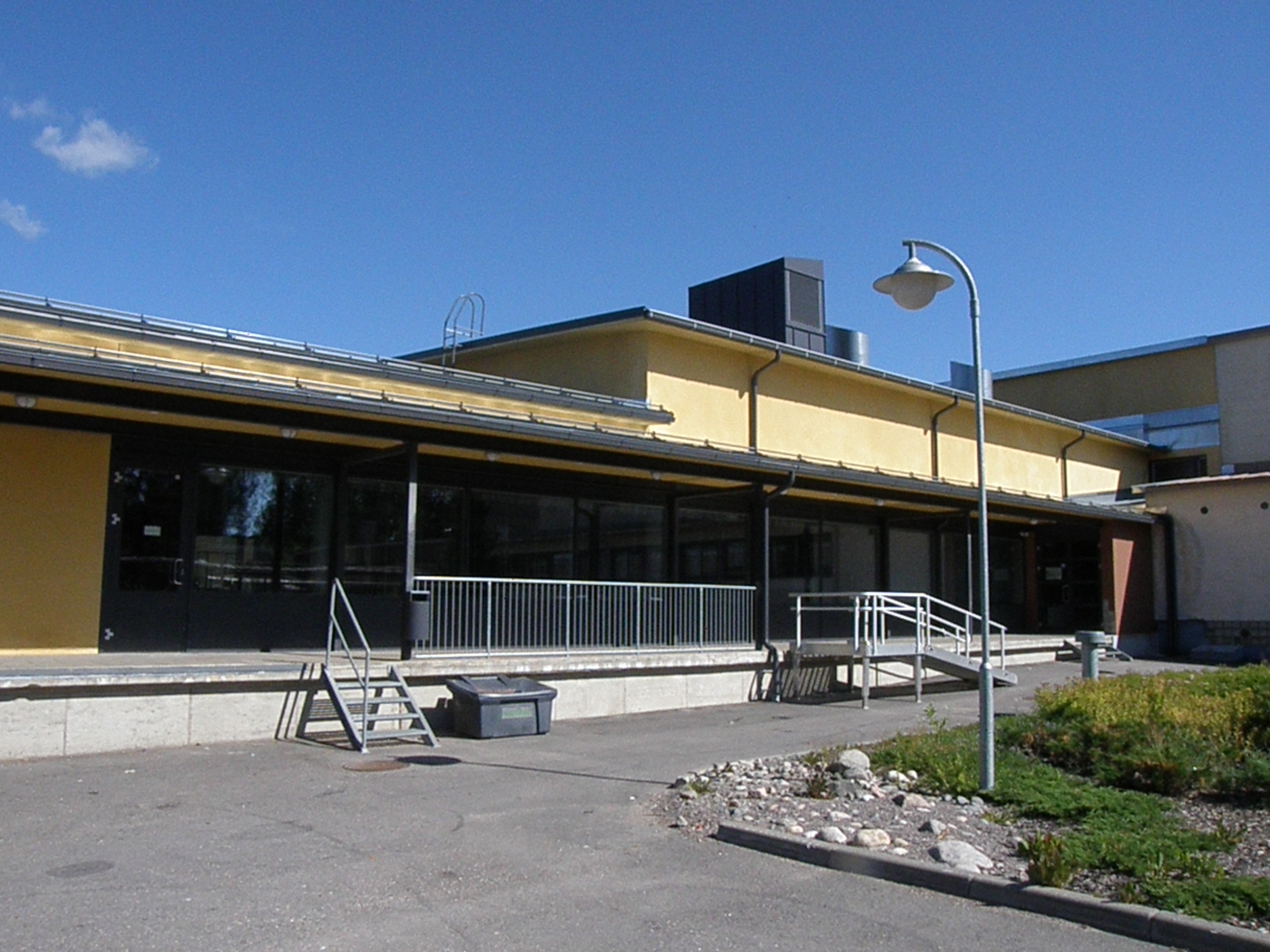
Instituto Jokela

El instituto Jokela (finlandés: Jokelan koulukeskus) es un instituto situado en la localidad de Jokela, municipio de Tuusula, Finlandia, a unos 43 kilómetros de la capital, Helsinki.

## Masacre
La masacre del instituto Jokela se produjo el 7 de noviembre de 2007 y se saldó con 9 muertos, cuando uno de los alumnos del instituto la emprendió a disparos, matando a la enfermera, al director del centro y a seis alumnos. El asesino se disparó un tiro en la cabeza y falleció horas después en el hospital. La masacre había sido anunciada en un vídeo colgado en YouTube.